# Ernesto Trinidad
Ernesto Chet Trinidad Reyes (2 de enero de 1996) es un futbolista de origen dominicano que se desempeña en el terreno de juego como defensor lateral derecho para Cibao FC en la Liga Dominicana de Fútbol y la selección nacional de fútbol de la República Dominicana.

## Trayectoria
Trinidad empezó a jugar fútbol a los 10 años de edad en la ciudad de Moca, jugó en la primera temporada de Liga Dominicana de Fútbol como parte del equipo de su ciudad natal. 
Ha formado parte de las selecciones nacionales de República Dominicana; en la sub-20 como capitán, y en la sub-23. Actualmente pertenece la selección absoluta.
Ha sido premiado por la Asociación de Fútbol de Espaillat (AFE), durante cinco años consecutivos, y reconocido como jugador más valioso en el Torneo Nacional Infantil de 2010.
Ha ganado junto al Cibao FC la segunda edición de la Copa Dominicana de futbol y quedó como Subcampeón de la Liga Dominicana de Futbol 2016. Campeonato de Clubes de la CFU 2017 C

## Clubes
| Club       | País                 | Año           |
| ---------- | -------------------- | ------------- |
| Moca FC    | República Dominicana | 2014-2015     |
| Cibao FC   | República Dominicana | 2016-2018     |
| CA Pantoja | República Dominicana | 2019-2021     |
| Moca FC    | República Dominicana | 2022          |
| Cibao FC   | República Dominicana | 2023-presente |

## Palmarés
| Título                                | Club          | Año  |
| ------------------------------------- | ------------- | ---- |
| Liga Mayor de la República Dominicana | Moca FC       | 2014 |
| Copa Dominicana de Fútbol             | Cibao FC      | 2016 |
| Campeonato de Clubes de la CFU 2017   | Cibao FC      | 2017 |
| Liga Dominicana de Fútbol             | Cibao FC      | 2018 |
| Liga Dominicana de Fútbol             | C. A. Pantoja | 2019 |
| Supercopa de la República Dominicana  | C. A. Pantoja | 2020 |
| Liga Dominicana de Fútbol             | Cibao FC      | 2023 |
| Liga Dominicana de Fútbol             | Cibao FC      | 2024 |
| Copa Dominicana de Fútbol             | Cibao FC      | 2025 |